# Resolució 2053 del Consell de Seguretat de les Nacions Unides
La Resolució 2053 del Consell de Seguretat de les Nacions Unides fou adoptada per unanimitat el 27 de juny de 2012. El consell va ampliar el mandat de la Missió de les Nacions Unides a la República Democràtica del Congo (MONUSCO) durant un any fins al 30 de juny de 2013.
El Consell assenyala que l'estabilitat a la República Democràtica del Congo continua millorant, llevat a l'est del país on grups armats exploten il·legalment els recursos naturals del país i hostilitzen la població, alhora que ataquen els treballadors de la pau i obstaculitzen la distribució d'ajuda humanitària. Els observadors de MONUSCO, que van donar suport logístic i tècnic a les eleccions parlamentàries i presidencials de 2011, n'hi havien observat irregularitats, fet del que n'informaren a les autoritats congoleses.
També va subratllar que la prioritat de la MONUSCO es protegir la població civil, i va instar al govern congolès a reformar l'exèrcit i la policia.